# Ceren Aksan
Ceren Aksan Mumcu (Ankara, 23 de setembre de 1981) és una violinista turca. Aksan és neta del compositor Muammer Sun. La seva mare va ser ballarina de ballet i el seu pare tonmeister a l'orquestra. Aksan toca també el violí elèctric. Està casada amb l'actor Gökhan Mumcu i tenen una filla, Mila (nascuda el 12 d'agost 2015).